# Резниченко, Спиридон Константинович
Сергей Фёдорович Базанов (26 декабря 1908, с. Суркуль, Ставропольская губерния, Российская империя — 5 августа 1943, Орёл, РСФСР, СССР) — советский военачальник, полковник (1943). Погиб в бою.

## Биография
Родился 26 декабря 1908 года в селе Суркуль, ныне в Андроповском районе Ставропольского края. Русский.

### Военная служба

#### Межвоенные годы
3 ноября 1930 года был призван в РККА и зачислен в полковую школу 222-го стрелкового Усть-Лабинского полка 74-й стрелковой дивизии СКВО. По её окончании с октября 1931 года там же проходил службу командиром отделения и помощником командира взвода полковой школы, при переходе на сверхсрочную службу — старшиной роты. В мае 1936 года направлен на курсы доподготовки младших командиров сверхсрочной службы при штабе округа. В октябре 1936 года полк был передислоцирован на Дальний Восток и переименован в 66-й стрелковый. Резниченко командовал в нём хозяйственным взводом, а с июня 1938 года — транспортной ротой. С июня 1939 года — слушатель Военной академии РККА им. М. В. Фрунзе.

#### Великая Отечественная война
В начале войны, в июле 1941 года, капитан Резниченко окончил академию и был направлен в распоряжение Военного совета ОрВО на должность начальника штаба 858-го стрелкового полка 283-й стрелковой дивизии. Дивизия в это время формировалась в городе Щигры Курской области. С 6 по 8 сентября она был переброшена на станцию Клюковники, где вошла в резерв Брянского фронта. С 19 сентября в составе оперативной группы генерала А. Н. Ермакова вела наступательные бои на город Глухов. В ходе Орловско-Брянской оборонительной операции дивизия попала в окружение. В сложных условиях Резниченко объединил под своим командованием не только бойцов своего полка, но и части 121-й стрелковой дивизии и сумел вывести их в расположение своих войск. После выхода из окружения дивизия была выведена в район города Льгов, где 22 октября вошла в состав 13-й армии и затем отходила в её составе к г. Щигры, уничтожая на своем пути все переправы. 30 октября она была переведена в район город Ефремов, где вошла в состав 3-й армии Брянского фронта и заняла оборону в полосе Медведки, Яблоново, Хмелевое. В декабре 1941 года её части в составе Юго-Западного, а с 24 декабря — Брянского фронтов участвовали в Елецкой наступательной операции. 29 декабря они вышли к реке Зуша и захватили плацдарм на её западном берегу северо-западнее города Новосиль. С 16 января 1942 года дивизия выведена в резерв 3-й армии. С 25 февраля майор Резниченко вступил в командование 860-м стрелковым полком 283-й стрелковой дивизии. В феврале — апреле полк участвовал в частных операциях по захвату плацдармов на реках Зуша и Ока в районах Бабенково, Чегодаево, Хмелевое, Кривцово и Теремцы (Орловской область). В марте Резниченко временно исполнял должность начальника курсов подготовки среднего комсостава 18-го армейского запасного стрелкового полка 3-й армии. С мая 1942 года по февраль 1943 года дивизия занимала оборону в полосе Нижняя Зараца, Малое Крицыно, имея задачу закрыть дороги, идущие из Орла на Тулу и Москву, и не допустить прорыва противника на этом направлении. С 21 февраля по 15 марта 1943 года 860-й стрелковый полк отличился в боях по прорыву обороны противника и захвату плацдарма на западном берегу Оки в районе села Городище Орловской области, в начале марта успешно действовал при захвате плацдарма на реке Неручь в районе Красное. 20 апреля 1943 года Резниченко назначен заместителем командира 283-й стрелковой дивизии. В её составе принимал участие в Курской битве, Орловской наступательной операции. В ходе последней после гибели командира дивизии подполковника Базанова с 31 июля 1943 вступил во временное командование дивизией. Её части, ведя упорные бои, овладели населенными пунктами Нельбово, Клеменово, Чурилово, Большое Дураково, форсировали реки Неполодь в районе села Неполодь и устремились к Орлу по Волховскому шоссе. 5 августа дивизия ворвалась на северо-западную окраину г. Орла. В тот же день в боях за город полковник Резниченко погиб.
Похоронен в городе Орле на бывшем Петропавловском кладбище (ныне сквер у библиотеки им. Бунина), рядом с могилой генерала Гуртьева. В момент прощания с телом погибшего 8-я батарея 9-го гвардейского артполка 283-й стрелковой дивизии произвела 12 залпов. В августе 1954 года произведено перезахоронение Резниченко на Троицкое кладбище города Орла. Его останки захоронены в братской могиле, надгробная плита № 40.

## Награды
- Орден Александра Невского (27.03.1943)[6]
- Орден Красной Звезды (10.11.1941)[7]

## Память
- В городе Орле именем Спиридона Константиновича Резниченко названа улица и присвоено имя средней школе, так же в селе Суркуль его именем названа улица[8].